# Universidad José Vasconcelos Calderón
La Universidad José Vasconcelos Calderón o UJVC, es una institución dedicada a la formación en nivel medio superior y superior. Cuenta con más de 7 mil alumnos activos, 250 catedráticos y más de 20,000 egresados ofertando actualmente 10 carreras profesionales y un programa de Bachillerato General. Cuenta con un campus descentralizado con 8 unidades educativas localizadas en el Área Metropolitana de Monterrey, Nuevo León, México.

## Historia
5 de marzo de 2005: Don José Garza Garza (+) Presidente y Fundador de la Institución en este día corta el listón de la inauguración de esta nueva casa de estudios en el Campus Cumbres-Valle Verde e inicia con visión, trabajo, tenacidad que lo caracteriza constituyendo lo que hoy conocemos como la Universidad José Vasconcelos contando con 2 campus: Pablo Livas y Cumbres-Valle Verde.
Con la visión de Don José, Catedráticos, Personal Administrativo, inicia con una gran responsabilidad pero con mucha Fe el sueño que lo vio realizado con la apertura de esta Universidad para beneficio de esta sociedad y hoy hemos consumado lo que para Don José era un sueño “tener un campus digno en cada municipio del área metropolitana”. Y hoy es una realidad.
La Universidad José Vasconcelos Calderón es un buen ejemplo de esto, pues desde sus inicios, nunca ha dejado de crecer. Hoy la Universidad cuenta con 10 edificios que le dan la capacidad de ofrecer y atender a estudiantes de Bachillerato, Licenciaturas y Posgrados.
A partir del mes de octubre de 2016 ZCMI II (Zion Cooperativa de México II S.R.L DE CV ) mediante un acuerdo dictado por el ejecutivo toma control y dirección de La Universidad José Vasconcelos.

## Unidades educativas

### Campus Apodaca
Ubicación: Av. Héctor Caballero 604, Cruz con Aldama. Fracc. Los Álamos, 
Apodaca, N.L.

### Campus Cumbres-Valle Verde
Ubicación: Prol. Av. Ruiz Cortines 5670 Pte.,Col. Valle de Infonavit 
1.er Sector, 
Monterrey, N.L.

### Campus Eloy Cavazos
Ubicación: Av. Eloy Cavazos 402, Col. Rincón de la Sierra,
Guadalupe, N.L. 

### Campus La Fe
Ubicación: Av. Acapulco 77,1, cruz con Puerto Tuxpan y Puerto Guaymas, Col. La Fe, 
San Nicolás de los Garza, N.L.

### Campus Pablo Livas
Ubicación: Av. Pablo Livas 201 Oriente, cruz con Av. Central, Colonia Mirasol, 
Guadalupe, N.L.

### Campus Santa Catarina (Centro)
Ubicación: Av. Manuel Ordóñez 407 entre República y Priv. Los Robles, 
Santa Catarina, N.L. 

### Campus Ingeniería/Contaduría
Ubicación: Calle Central 271 Fracc. Mirasol, 
Guadalupe, N.L.

### Campus Juárez
Ubicación: Carretera a Reynosa 142 Fracc. El Sabinal, 
Juárez, N.L.

## Oferta Educativa
- - Bachillerato

### Carreras profesionales
- - Licenciatura en Administración
  - Licenciatura en Derecho y Ciencias Jurídicas
  - Contador Público Auditor
  - Licenciatura en Informática Administrativa
  - Ingeniero Mecánico Electricista
  - Ingeniero Mecánico Administrador
  - Ingeniero Industrial Administrador
  - Ingeniero en Sistemas Computacionales
  - Ingeniero en Mecatrónica

### Posgrado
- - Maestría en Educación Superior